# Amerizus oblongulus
Amerizus oblongulus is een keversoort uit de familie van de loopkevers (Carabidae). De wetenschappelijke naam van de soort is voor het eerst geldig gepubliceerd in 1852 door Carl Gustaf Mannerheim.